# 아메리칸 퀼트
《아메리칸 퀼트》(영어: How to Make an American Quilt)는 미국에서 제작된 조슬린 무어하우스 감독의 1995년 드라마 영화이다. 위노나 라이더, 앤 밴크로프트, 엘런 버스틴, 로이스 스미스, 진 시먼스, 케이트 넬리건, 앨프리 우더드, 마이아 앤절로 등이 출연하였고, 세라 필즈버리 등이 제작에 참여하였다.

## 출연
- 위노나 라이더
- 앤 밴크로프트
  - 클레어 데인스
- 엘런 버스틴
  - 리시 고런슨
- 로이스 스미스
  - 서맨사 매시스
- 진 시먼스
  - 조애나 고잉
- 케이트 넬리건
- 앨프리 우더드
- 마이아 앤절로
- 케이트 캡쇼
- 로런 딘
- 더멋 멀로니
- 데릭 오코너
  - 팀 기니
- 립 톤
- 마이클티 윌리엄슨
- 재러드 레토
- 애덤 볼드윈
- 조너선 셱
- 리처드 젱킨스
- 태멀라 존스
- 에스터 롤

## 기타 제작진
- 공동 제작: 퍼트리샤 휘처
- 배역: 리사 브라몽 가르시아, 메리 버뉴
- 미술: 레슬리 딜리
- 의상: 루스 마이어스